# ÖBB 2020 sorozat
Az ÖBB 2020 egy osztrák dízelmozdony. Összesen egy darabot gyártott a Simmering-Graz-Pauker 1960-ban az ÖBB-nek.